# Thomas Olivier
Thomas Olivier (også Thomas Oliver, Oliver der Sachse, Oliver von Paderborn, Oliver von Köln, født ca. 1170 (sandsynligvis i Westfalen), død 11. september 1227 i Otranto) var 1223-1225 biskop af Paderborn indtil Pave Honorius III udpegede ham i 1225 til kardinal. Han var den første biskop fra Paderborn, som blev kardinal.

## Liv og gerning
Han stammer sandsynligvis fra Westfalen eller fra Frisland. Fra 1196 tilhørte han Paderborn-katedralens domkapitel og fungerede som Paderborn katedralskoles domscholaster. Fra 1202 arbejdede han også som domscholaster i Køln. I 1205 blev han kansler for ærkebiskoppen af Köln, Bruno.

### Deltagelse i 5. korstog
I 1207 opholdt han sig kortvarigt i Paris for at studere og agiterede her for det albanske korstog.
1209-1213 han boede i Ærkeskiftet Köln, hvor han af paven Innocence III blev kaldt til det 5. korstog. I foråret 1214 begyndte han i Rheinland at agitere for korstog i Holland og i Friesland, hvor han formåede at finde tusindvis af frivillige, der erklærede sig villige til at deltage i korstoget. I Köln begyndte korsfarerne at ruste deres egen flåde.
I 1217 begyndte korsfarerhæren rejsen mod det hellige land. Oliver tilsluttede sig sandsynligvis en del af krigsførernes hær, med hvem han rejste ad Rhinen og Rhône til Marseille, hvorfra udskibningen fandt sted. Oliver selv fortæller om korstoget i hans krønike Historia Damiatina. I Det Hellige Land fremhævede han især, at han som kong Andreas 2. af Ungarn afbrød korstoget i 1218 og vendte tilbage til Europa, men som den eneste sejlede han rundt om den iberiske halvø, fortsatte korstoget og angreb Damietta i Egypten. I august 1218 var de frisiske korsfarere fremgangsrige, idet de lykkedes med hjælp fra Olivers specialmodificerede fartøj, at erobre Damiettas tårn midt i Nilen. Han virkede sandsynligvis som sekretær for den pavelige legat kardinal Pelagius.
Efter, at korsfarerne blev besejret og måtte trække sig tilbage fra Egypten i september 1221, forblev Oliver indtil september eller oktober 1222 i Akko. Fra denne periode er to breve fra ham blevet bevaret, det ene til sultan al-Kamil af Egypten, det andet til de lokale islamiske lærde, hvor han forsøger i tidens polemiske stil at overbevise dem om den muslimske tros afskyelighed og acceptere kristendommen.
Tilbage i Tyskland prædike han fra 1223 for en fornyet start på den femte korstog under kejser Frederik II.

### Biskop og kardinal
Efter biskop Bernhard IIIs død i Paderborn den 28. marts 1223 blev Oliver valgt til biskop i Paderborn. Valget var ikke uden kontroverser, og den rivaliserende kandidat, Henrik van Brakel, modtog regalierne af konge og ærkebiskoppen af Mainz, men Oliver stod på den romerske kuries rettigheder. Den 7. april 1225 blev han endelig bekræftet som biskop af Paderborn af Pave Honorius III. Imidlertid følte han sig ikke sikker i denne stilling, og paven ophøjede ham i september 1225 til kardinalbiskop af Sabina og erklærede stillingen ledig.

### Død
I 1227 endte han som en Papal Heritage Collection i Southern Army Crusade Frederik II. Til. Før han kunne gå til Outremer-hæren, døde han den 11. september 1227 i Otranto som et offer for en pest, der var brudt ud i en krydsfarer-hær.